# Scleria oligantha
Scleria oligantha är en halvgräsart som beskrevs av André Michaux. Scleria oligantha ingår i släktet Scleria och familjen halvgräs. Inga underarter finns listade i Catalogue of Life.